# Salli Richardson
Salli Elise Richardson-Whitfield (Chicago, Illinois; 23 de noviembre de 1967) es una actriz de cine y directora estadounidense

## Biografía
Richardson nació en Chicago, Illinois. Su madre es de ascendencia afroamericana y su padre era de ascendencia inglesa e italiana. Jugó a tenis en la escuela secundaria del Colegio Laboratorio de la Universidad de Chicago y lanzó su carrera como actriz en el teatro de allí; se graduó en 1985.

## Carrera

### Como actriz
Richardson "comenzó su carrera como actriz en el teatro antes de hacer la transición a papeles en televisión y cine".  En el cine, interpretó pequeños papeles en Prelude to a Kiss, Mo' Money, Posse y luego tuvo papeles importantes en Sioux City y A Low Down Dirty Shame. De 1994 a 1996 prestó su voz al personaje de Elisa Maza en la serie animada Gargoyles. Tuvo muchos papeles como estrella invitada en numerosos programas de televisión, como Star Trek: Deep Space Nine, New York Undercover, The Pretender, Stargate SG-1, NYPD Blue, House, Bones, Criminal Minds, NCIS y Castle.

### Como directora
Richardson también ha trabajado como directora de televisión episódica, siendo su último episodio los episodios 5 y 6 de la primera temporada de Wheel of Time para Amazon. Después de su debut como directora en dos episodios de su programa Eureka, en 2016 dirigió dos episodios de la serie dramática de Ava DuVernay para Oprah Winfrey Network, Queen Sugar (en la que su marido Dondre Whitfield aparece como serie regular).  En 2016, Richardson también dirigió un episodio del histórico drama de acción Underground para WGN America. En 2017, dirigió dos episodios del drama de BET Rebel y Scandal de Shonda Rhimes. Sus créditos como directora de comedia incluyenSurvivor's Remorse, I'm Dying Up Here, Black-ish y Dear White People. En 2018, también dirigió el episodio 16 del episodio de la quinta temporada de Agents of S.H.I.E.L.D., "Inside Voices". Sus otros créditos notables como directora incluyen Chicago Med, Luke Cage, Black Lightning, The Punisher, American Gods, See and Altered Carbon.

## Vida personal
El 8 de septiembre de 2002, se casó con su novio y compañero, el actor Dondre Whitfield. Ella y Whitfield tienen una hija y un hijo.

## Filmografía

### Como actriz
- Up Against the Wall (1987) - Denise
- Posse (1993) - Lana
- Star Trek: Deep Space 9 episodio "Second Sight" (1993) - Fenna
- I Spy Returns (1994) - Nicole Scott
- A Low Down Dirty Shame (1994) - Angela
- Gargoyles (1994-1997) - Elisa Maza / Delilah
- Soul of the Game (1996) - Lahoma
- The Great White Hype (1996) - Bambi
- True Women (1997) - Martha
- Stargate SG-1 episodio "Bloodlines" (1997) - Drey'auc
- Mercy Point (1998-1999) - Kim
- Family Law (1999-2000) - Viveca Foster
- Rude Awakening (2000-2001) - Nancy Adams
- Book of Love (2002) - Karen
- Antwone Fisher (2002) - Berta Davenport
- Biker Boyz (2003) - Half & Half
- CSI: Miami (2003) - Laura
- Anacondas: The Hunt for the Blood Orchid (2004) - Gail Stern
- House episodio "Medicina deportiva" - Sharon
- Eureka (2006-2012) (TV) - Allison Blake
- Soy leyenda (2007) - Zoe Neville (en el flashback durante la evacuación y su muerte)
- Black Dynamite (2009) - Gloria
- Pastor Brown (2009) - Jessica
- Stitchers (2015 - 2017) - Maggie Baptiste

### Como directora
| Año           | Título                         | Notas                                                                 |
| ------------- | ------------------------------ | --------------------------------------------------------------------- |
| 2011          | Grace                          | cortometraje, también guionista                                       |
| 2011—13       | Eureka                         | Episodios: "Worst Case Scenario" and "Omega Girls"                    |
| 2015          | Different Position             | cortometraje                                                          |
| 2016          | Post Life                      | cortometraje                                                          |
| 2016          | Queen Sugar                    | Episodios: "So Far" and "All Good"                                    |
| 2017          | Underground                    | Episodio: "Nok Aaut"                                                  |
| 2017          | Rebel                          | Episodios: "Conceal and Carry" and "Black Not Blue"                   |
| 2017          | Scandal                        | Episodio: "Tick Tock"                                                 |
| 2017          | Stitchers                      | Episodio: "Kill It Forward"                                           |
| 2017          | Survivor's Remorse             | Episodios: "Reparations" and "Closure"                                |
| 2017          | Lethal Weapon                  | Episodio: "Birdwatching"                                              |
| 2018          | Chicago Med                    | Episodio: "Lock It Down"                                              |
| 2018          | Star                           | Episodio: "Take It to Church"                                         |
| 2018          | Agents of S.H.I.E.L.D.         | Episodio: "Inside Voices"                                             |
| 2018          | I'm Dying Up Here              | Episodio: "Between Us"                                                |
| 2018          | Luke Cage                      | Episodio: "Get Physical"                                              |
| 2018          | Love Is_                       | Episodio: "Not Valentine's Day"                                       |
| 2018          | Black Lightning                | Episodio: "The Book of Consequences: Chapter Four: Translucent Freak" |
| 2019          | Black-ish                      | Episodio: "Black Like Us"                                             |
| 2019          | The Punisher                   | Episodio: "Flustercluck"                                              |
| 2019          | All American                   | Episodio: "Legacy"                                                    |
| 2018—19       | The Magicians                  | Episodios: "The Side Effect" and "Six Short Stories About Magic"      |
| 2017—19       | Shadowhunters                  | Episodios: "A Kiss from a Rose" and "Dust and Shadows"                |
| 2019          | Chilling Adventures of Sabrina | Episodio: "Chapter Fourteen: Lupercallia"                             |
| 2019          | American Gods                  | Episodio: "The Ways of the Dead"                                      |
| 2019          | Doom Patrol                    | Episodio: "Hair Patrol"                                               |
| 2019          | The Chi                        | Episodio: "Lean Into It"                                              |
| 2019          | Dear White People              | Episodios: "Volume 3: Chapter IX " and "Volume 2: Chapter V"          |
| 2019          | Pearson                        | Episodio: "The Former City Attorney"                                  |
| 2019          | See                            | Episodio: "House of Enlightenment"                                    |
| 2019          | Reprisal                       | Episodio: "dammit"                                                    |
| 2019          | Treadstone                     | Episodio: "The Seoul Asylum" and "The McKenna Erasure"                |
| 2020          | Altered Carbon                 | Episodios: "Broken Angels" and "Experiment Perilous"                  |
| 2021          | The Wheel of Time              | Episodios: "Blood Calls Blood" and "The Flame of Tar Valon"           |
| 2022—presente | The Gilded Age                 | 4 episodios; también productora ejecutiva                             |